# Список умерших в 1287 году

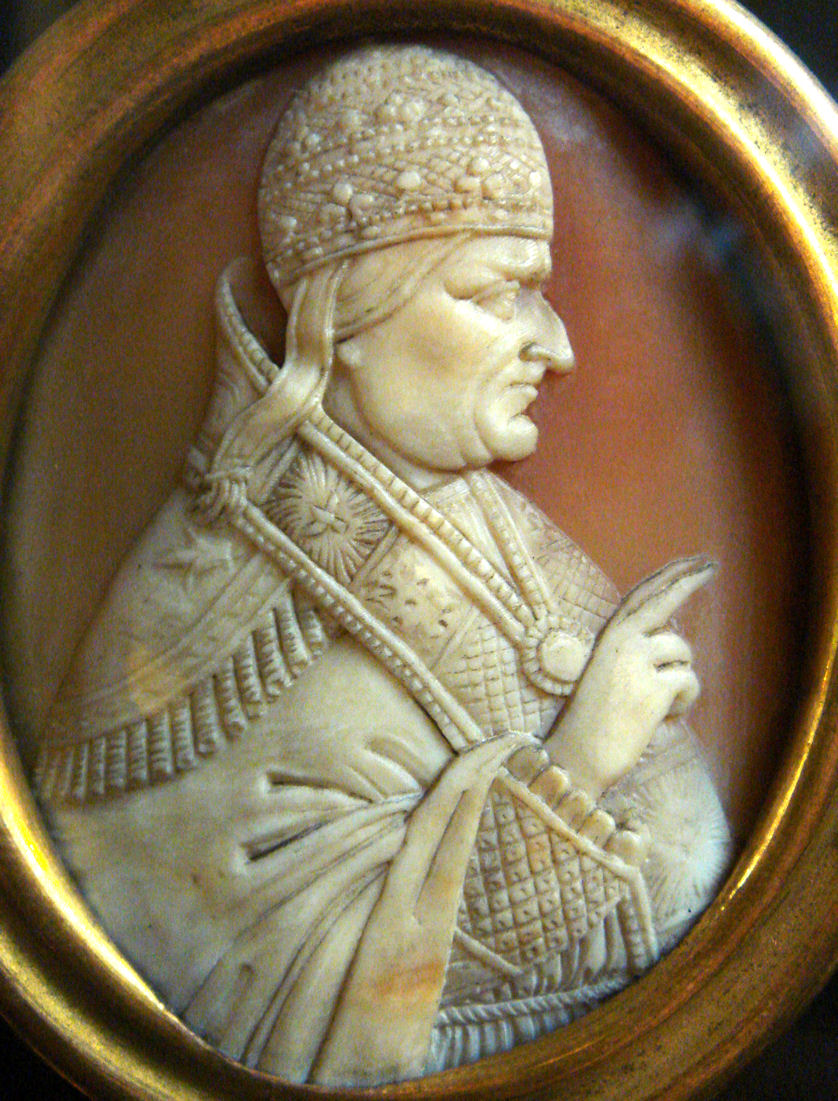
Гонорий IV

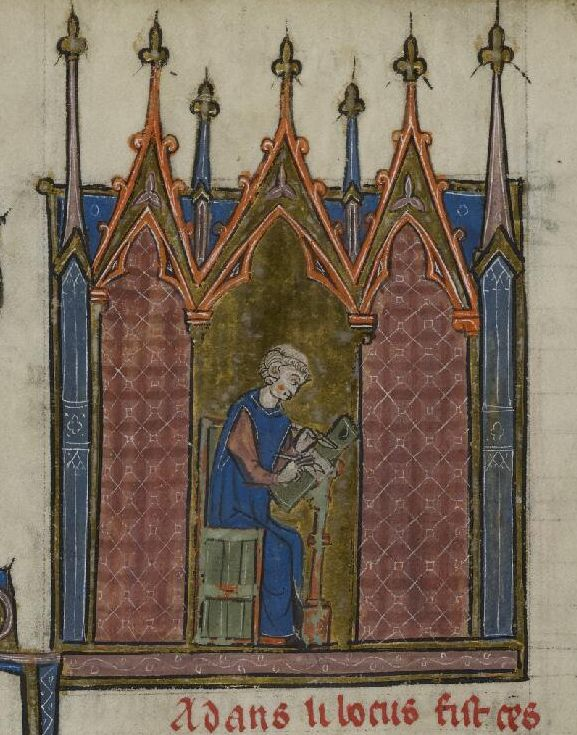
Адам де ла Аль

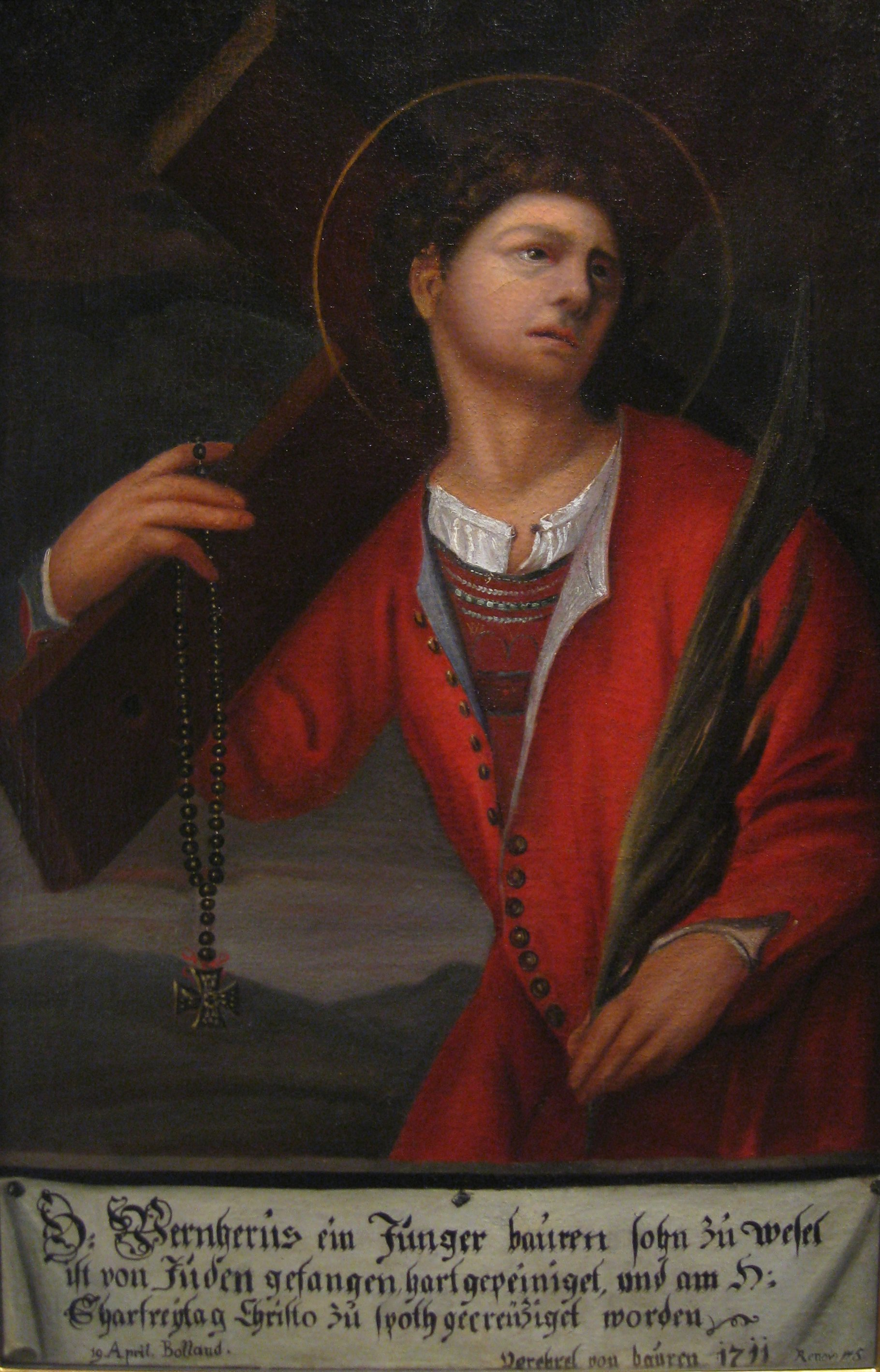
Вернер из Обервезеля

В этой статье представлен список известных людей, умерших в 1287 году.
См. также: Категория:Умершие в 1287 году

## Февраль
- Пьер д’Орон[нем.] — епископ Сьона (1273—1287)

## Март
- 26 марта:
  - Виллекин фон Ниндорф — ландмейстер Тевтонского ордена в Ливонии (1282—1287), погиб в бою с земгалами;
  - Ингеборга Эриксдаттер — дочь короля Дании Эрика IV, королева-консорт Норвегии (1263—1280), жена Магнуса VI Лагабете, регент Норвегии (1280—1287).

## Апрель
- 3 апреля:
  - Гонорий IV — папа римский (1285—1287);
  - Готтифредо ди Рэйнальдо[итал.] — итальянский кардинал-дьякон San Giorgio in Velabro (1261—1287).
- 8 апреля — Конте Касате[фр.] — итальянский кардинал-священник Ss. Marcellino e Pietro (1281—1287)

## Май
- 8 мая — Приезда I — бан Боснии (1250—1287)

## Июнь
- 16 июня — Семён Михайлович — Новгородский посадник (1280 —1286).

## Июль
- 1 июля — Наратихапате — последний царь независимого Пагана (1256—1287), убит сыном.
- 27 июля — Хью из Ившема — английский священнослужитель, врач и алхимик, кардинал-священник San Lorenzo in Lucina («Чёрный кардинал»)

## Август
- 13 августа — Ходзё Шигетоки[фр.]	— сиккэн (1283—1287)
- 21 августа — Джедефрой де Бар[фр.] — кардинал-священник S. Susanna (1281—1287)
- 29 августа — Томас де Клер, 1-й барон Томонд — первый барон Томанд (1276—1287)
- 31 августа — Конрад фон Вюрцбург — немецкий средневековый эпический и лирический поэт, писатель-дидактик.

## Сентябрь
- 4 сентября — Хью Эвешам, английский кардинал, врач и алхимик; кардинал-священник с титулом церкви Сан-Лоренцо-ин-Лучина (1281—1287).
- 8 сентября — Джордано Орсини[англ.] — итальянский кардинал-дьякон Sant'Eustachio (1278—1287)
- 15 сентября — Жерве Жанколе де Кленшам[фр.] — французский кардинал-священник Ss. Silvesto e Martino ai Monti (1281—1287)

## Октябрь
- 19 октября — Боэмунд VII — граф Триполи и титулярный князь Антиохии (1275—1287)
- 21 октября — Стефен Берстед[англ.] — епископ Чичестера (1262—1289)

## Ноябрь
- 13 ноября — Бертольд II фон Штернберг[нем.] — епископ Вюрцбурга (1274—1287)

## Декабрь
- 24 декабря — Дхармапала Ракшита[англ.] — Сакья Тридзин и правитель Тибета (1280—1282), имперский наставник (1282—1287)

## Дата неизвестна или требует уточнения
- Абиш-хатун[англ.] — монгольская правительница, губернатор Фарса (1283—1287)
- Абу Омар ибн Саид[англ.] — последний мусульманский правитель Менорки (1282—1287)
- Адам де ла Аль — французский поэт и композитор, трувер.
- Аджу — монгольский полководец и канцлер при великих ханах Мунке и Хубилае
- Азиз ад-Дин Насафи[нем.] — мусульманский религиозный писатель.
- Альваро Нуньес де Лара, кастильский дворянин.
- Бернхард I — князь Ангальт-Бернбурга (1252—1287), основатель старшей Бернбургской линии.
- Вернер из Обервезеля[англ.] — 16-летний юноша из Обервезеля, чья смерть послужила поводом к кровавому навету на евреев, бывший святой римско-католической церкви.
- Гасан II — армянский князь Верхнего Хачена.
- Гвидо де Колумна — итальянский историк и поэт
- Гийас ад-дин Балбан — султан Дели (1266—1287)
- Гильом I де ла Рош — герцог Афинский (1280—1287), первый, кто официально носил этот титул
- Николай Донин — еврей, перешедший в христианство. Из-за его доклада римскому папе Григорию IX о содержании Талмуда в Европе начались гонения на эту книгу. Дата смерти предположительна.
- Земомысл Иновроцлавский — первый князь Иновроцлавского княжества (1267—1271, 1278—1287).
- Иванэ-Атабак I — армянский князь Нижнего Хачена (1261—1287)
- Ливелин ап Дэвид[англ.] — глава династии Аберфрау, де-юре князь Гвинеда (1283—1287).
- Наян, монгольский князь из рода Борджигин.
- Ричард де Эксетер[англ.] — англо-ирландский дворянин, главный губернатор Ирландии (1270—1276), погиб в битве под Томондом
- Туда-Менгу — хан Золотой Орды (1282—1287), принявший ислам, введший баскачество на Руси.
- Уильям де Феррерс из Гроуби — английский рыцарь и землевладелец, родоначальник баронов Феррес.
- Финта Аба, крупный венгерский магнат, воевода Трансильвании (1278—1280) и палатин Венгрии (1280—1281).
- Фридрих III Лейнинген — граф Лейнинген (1237—1287)